# تيرانوصوريات
التيرانوصوريات (والتي تعني باللغة الإغريقية "السحالي الطاغية") هي فصيلة من الديناصورات الكويلوروصورية من أقارب التيرانوصور ركس، عاشت خلال العصر الطباشيري المتأخر. هُناك جدل كبير حول العدد الدقيق من الأجناس الذي تضمُّه هذه الفصيلة، حيث يعتبر البعض أنها لا تضمُّ سوى 3 أجناس، فيما يَرفعه آخرون إلى 6 أو أكثر. لم يُعثر على أحافير هذه المجموعة من الديناصورات سوى في قارتي أمريكا الشمالية وآسيا، وهي تعود جميعاً إلى العصر الطباشيري المتأخر.
على الرُّغم من أن التيرانوصوريات انحدرت من أسلاف أصغر حجماً، إلا أنها ظلت دوماً تقريباً أكبر الضواري على الإطلاق في بيئاتها، حيث تربَّعت على قمة الهرم الغذائي. وقد كان أكبر أنواع المجموعة هو التيرانوصور ركس، الذي كان أيضاً أحد أكبر الضواري البرية المعروفة على الإطلاق بطول بلغ 12 متراً. ووفقًا لأحدث التقديرات فإن وزنه 8.4 طنًا متريًا إلى 14 طنًا متريًا. عُموماً، كانت التيرانوصوريات لواحم ثنائية الحركة ذات جماجم ضخمة مملوئة بالأسنان الكبيرة، وعلى الرغم من أحجامها الكبيرة فقد كانت أرجلها طويلة ومهيَّأة للحركة السريعة، لكن في المُقابل كانت أذرعها صغيرة جداً ولم يكن لديها سوى إصبعان.
على عكس معظم المجموعات الأخرى من الديناصورات، اكُتشفت هياكل عظمية مكتملة إلى حد بعيد لأغلب التيرانوصوريات المعروفة، وقد سمحَ هذا للعلماء بإجراء بحوث واسعة على صفاتهم الأحيائية، كما ركَّزت الدراسات العلمية الأخرى على نموهم وميكانكيتهم الحيوية وبيئتهم، بالإضافة إلى أمور أخرى. وبالإضافة إلى ذلك، فقد عُثر في إحدى عينات التيرانوصور على أنسجة لينة وفي كلا الحالتين المتحجرة والسليمة.

## وصف الحياة
ان التيرانوصورات من اكلات اللحوم وان هذا النوع عاش في العصر الطباشيري المتأخر وفي قارتي اسيا وأمريكا الشمالية